# Джессо

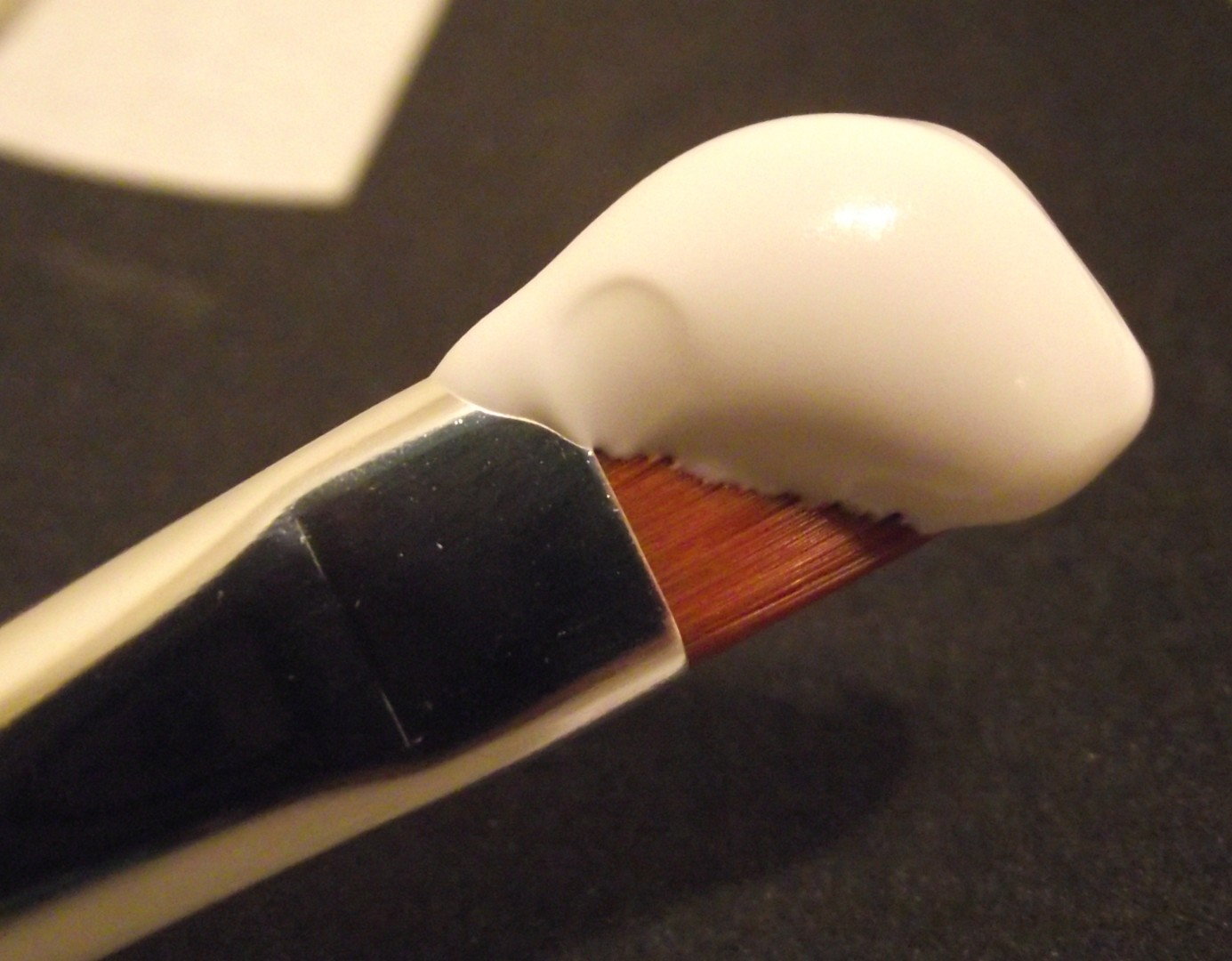
Джессо на основі акрилової смоли

Джессо (від італ. gesso, крейда, лат. gypsum, грец. γύψος) — біла малярна суміш на основі в'язкої речовини, яку змішують з крейдою, гіпсом, пігментом в будь-якій комбінації. Джессо застовується в живописі для підготовки основ, таких як дерев'яна дошка, полотно та ін., перед нанесенням фарби, позолоти та інших матеріалів.

## Типи Джессо
Залежно від складників, виділяють традиційне, або Італійське джессо (суміш тваринного жиру та крейди), а також сучасне джессо на основі акрилової смоли, відоме як малярський ґрунт.